# Барон Фарингдон

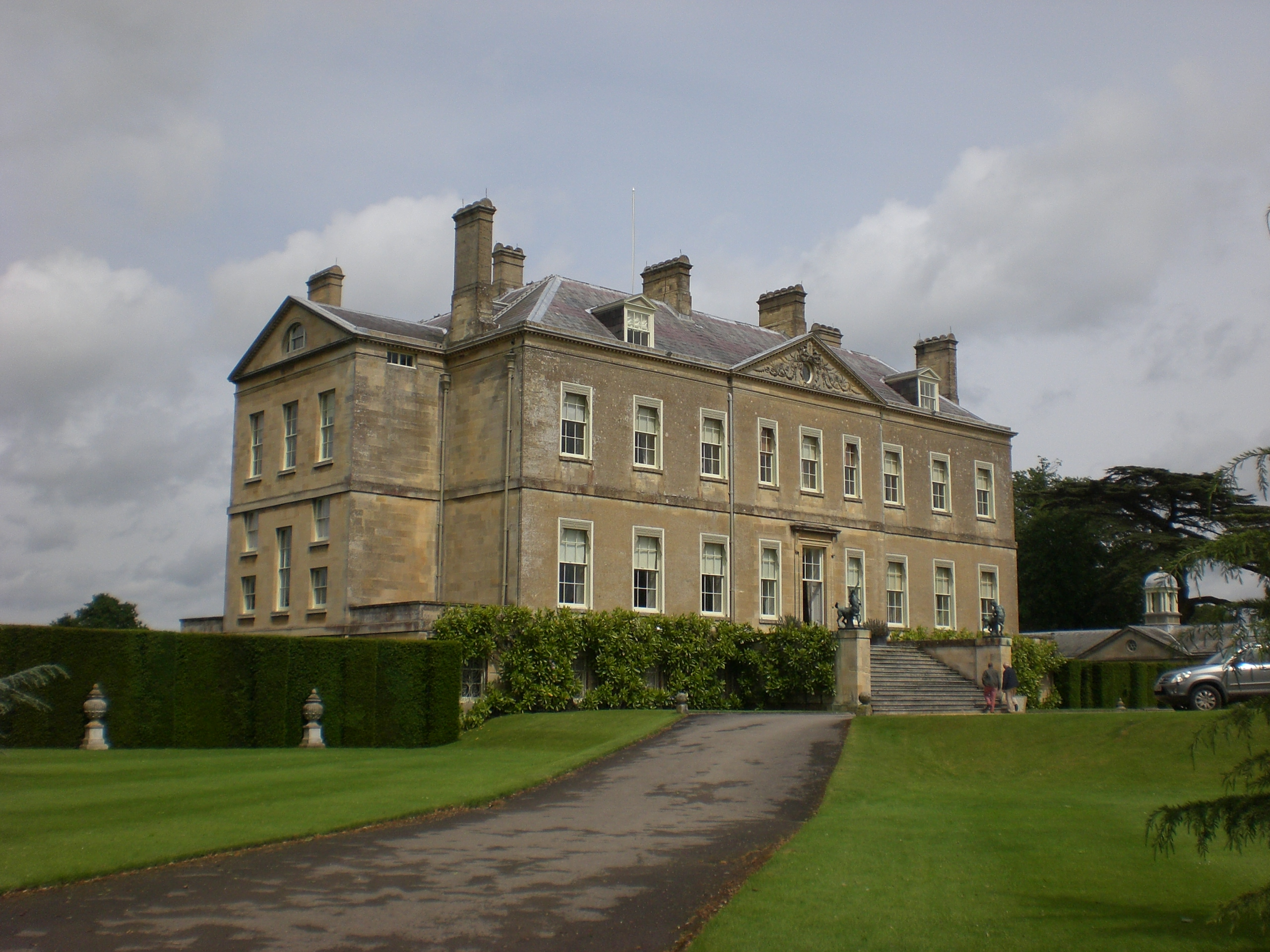
Баскот-Парк в окрестностях Фарингдона, резиденция баронов Фарингдон

Барон Фарингдон из Баскот-Парка в графстве Беркшир — наследственный титул в системе Пэрства Соединённого королевства. Он был создан 24 января 1916 года для британского финансиста и либерально-юнионистского политика, сэра Александра Хендерсона, 1-го баронета (1850—1934). Он заседал в Палате общин Великобритании от Западного Стаффордшира (1898—1906) и Вестминстер Сент-Джорджа (1913—1916). 5 августа 1902 года для него уже был создан титул баронета Хендерсона из Баскот-Парка в графстве Беркшир. Его преемником стал его внук, Александр Гэвин Хендерсон, 2-й барон Фарингдон (1902—1977). Он был сыном достопочтенного Гарольда Гринвуда Хендерсона (1875—1922), старшего сына 1-го барона, который скончался еще при жизни отца. Он был депутатом Палаты общин от Абингдона (1910—1916). 2-й лорд Фарингдон был членом Совета Лондонского графства.
По состоянию на 2024 год носителем титула являлся его племянник, Чарльз Майкл Хендерсон, 3-й барон Фарингдон (род.1937), который стал преемником своего дяди в 1977 году. Он был сыном достопочтенного Майкла Томаса Хендерсона, второго сына достопочтенного Гарольда Гринвуда Хендерсона.
Семейная резиденция — Баскот-Парк в окрестностях Фарингдона в графстве Оксфордшир.

## Бароны Фарингдон (1916)
- 1916—1934: Александр Хендерсон, 1-й барон Фарингдон (28 сентября 1850 — 17 марта 1934), второй сын Джорджа Хендерсона (1819—1889)[1];
  - Подполковник Достопочтенный Гарольд Гринвуд Хендерсон (29 октября 1875 — 1 ноября 1922), старший сын предыдущего[2];
- 1934—1977: Александр Гэвин Хендерсон, 2-й барон Фарингдон (20 марта 1902 — 29 января 1977), старший сын предыдущего[3];
- 1977 — настоящее время: Чарльз Майкл Хендерсон, 3-й барон Фарингдон (род. 3 июля 1937), второй (младший) сын подполковника достопочтенного Майкла Томаса Хендерсона (1906—1953), племянник предыдущего[4];
  - Наследник титула: Достопочтенный Джеймс Гарольд Хендерсон (род. 14 июля 1961), старший сын предыдущего[5];
    - Наследник наследника: Джордж Александр Хендерсон (род. 18 мая 1992), старший сын предыдущего[6].